# パトロールキャップ

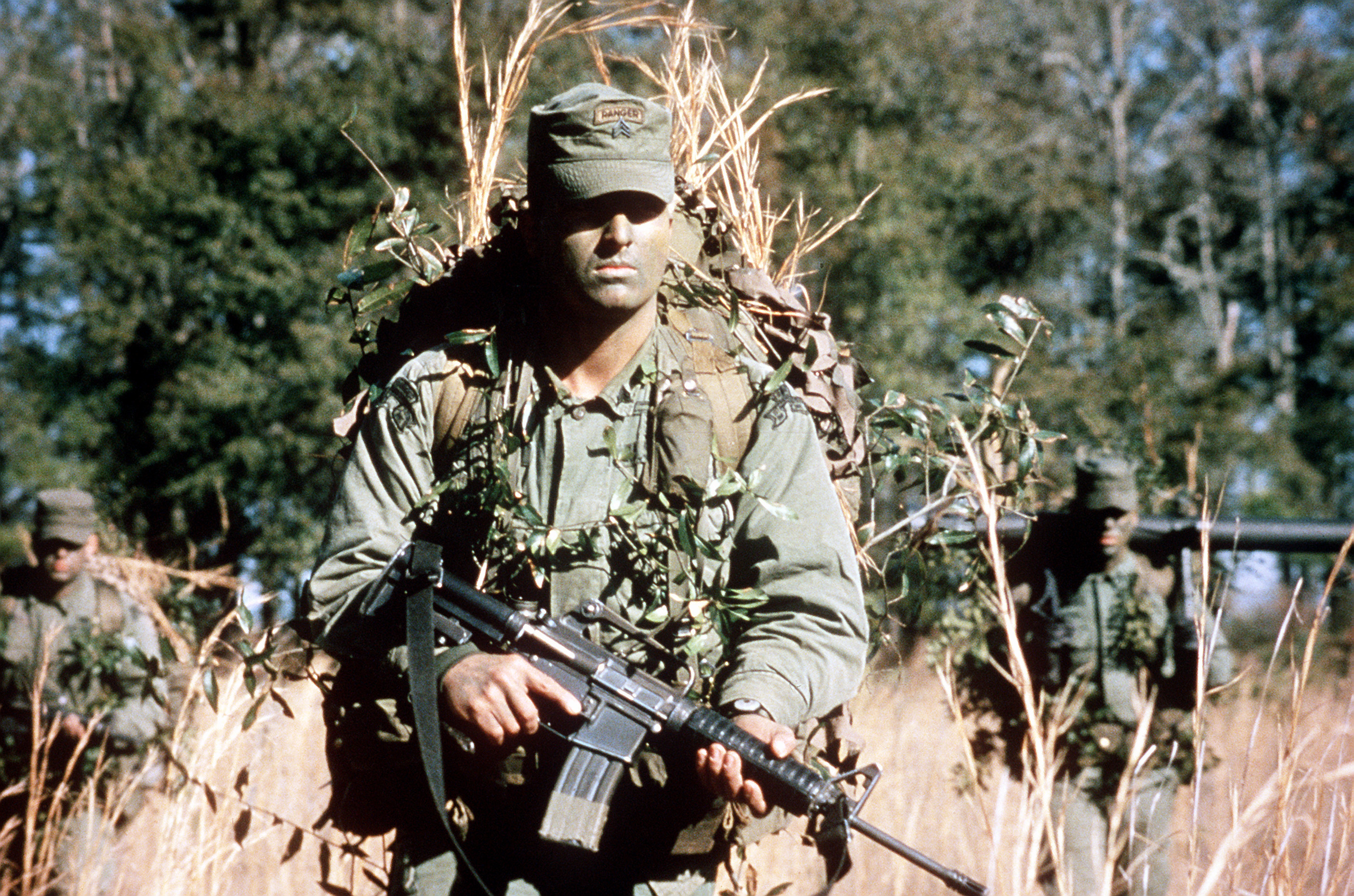
パトロールキャップを着用した米陸軍レンジャー隊員（1986年）

パトロールキャップ（Patrol cap）は、アメリカ合衆国で戦闘帽として考案された帽子である。単に野戦帽（Field cap）とも呼ばれる。大まかな形状はケピ帽を踏襲しつつ、野球帽とも似ている。帽自体は柔らかい布で作られ、丸型のひさしはそれよりも硬い布が使われる。天井部分はおおむね平坦である。その形状から、丸天帽子とも呼ばれる。
原型となったM1951野戦帽は、朝鮮戦争の際に全天候対応の戦闘帽として考案され、前線だけではなく戦線後方の駐屯地内でも軽便な作業帽として広く着用された。ヘルメットの下に被ることもできたが、状況に応じてパトロールキャップだけを被ることも多かった。

## 歴史

### 前史
パトロールキャップが軍用として採用される以前、1860年代に米国のメジャーリーグベースボールの野球チームであるブルックリン・エクセルシオールズにて、現代の野球帽に繋がる形状の「ブルックリン・スタイル」ベースボールキャップが初めて考案された。その後、1870年代にはパトロールキャップの形状に類似した円筒形のピルボックス・キャップ（フラットトップ・キャップとも呼ばれる）が登場した。ピルボックス・キャップは野球帽としての流行は一時的なものに終わったが、その後も散発的に採用するチームが現れていた。1976年にはナショナルリーグ創立100周年を記念して、ニューヨーク・メッツ、フィラデルフィア・フィリーズ、ピッツバーグ・パイレーツがピルボックス・キャップを復活させており、特にパイレーツはこの帽子を佩用して1979年のワールドシリーズを制し、その後も1986年シーズンまで採用していた。
一方、陸軍の野戦装備としてのケピ帽が採用されたのも19世紀半ばのことである。歴史上、アメリカ軍が最初に採用した略帽は、1825年にシャコー帽の代用品として設計された風車型（Pinwheel）と呼ばれる形式のものだった。一般にフォラージ・キャップ（Forage cap, 「略帽」）として知られるケピ型略帽が作業および野戦用装備として採用されたのは南北戦争直前の1860年頃で、1872年にはケピ型略帽の不足を補うためにキャンペーン・ハット型の略帽が採用された。第一次世界大戦勃発の時点では、官帽型のサービス・キャップとキャンペーン・ハット型のサービス・ハットが標準的な略帽として用いられていた。アメリカ外征軍では、オーバーシーズ・キャップとして知られるイギリス風の舟形帽も用いられた（1941年、ギャリソン・キャップの名称で制式化された）。

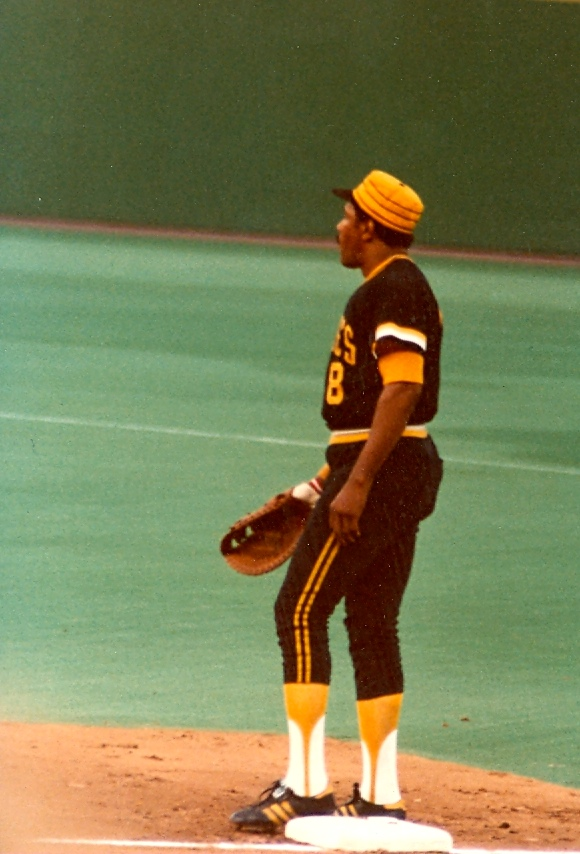
ピッツバーグ・パイレーツのウィリー・スタージェル選手（1979年）
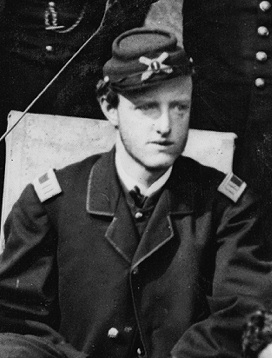
フォラージ・キャップを着用する北軍将校、アランソン・マーウィン・ランドル（英語版）（1863年）
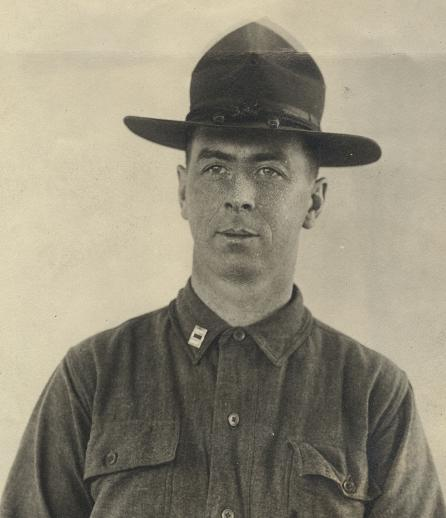
サービス・ハットを着用する陸軍将校、アーネスト・R・レドモンド（1918年）
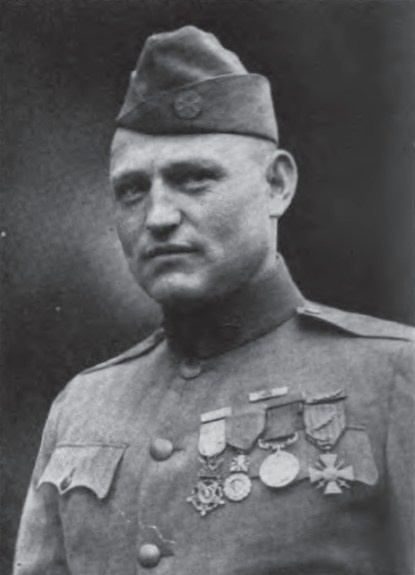
オーバーシーズ・キャップを着用する陸軍下士官、ジェイク・アレックス（1921年）

### 第二次世界大戦

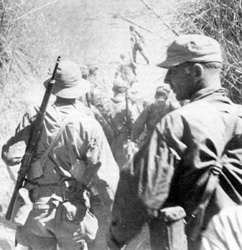
カバナツアン収容所へ向かう米陸軍レンジャー隊員。右の兵士は野球帽型の野戦帽を、左の兵士はデイジー・メイ型の野戦帽を被っている（1945年）

第二次世界大戦が勃発した時点で、アメリカ陸軍ではデイジー・メイ（Daisy Mae）と通称されるブーニーハット型の作業帽を採用していた。アメリカ軍では1908年に青いデニム地の作業服（Fatigues）を軽作業向け装備として採用しており、デイジー・メイも元々はこれに含まれる作業帽の1つだった。1941年5月、陸軍では野戦装備への転用も想定して作業服の布地をOD色ヘリンボーン・ツイル地（Herringbone Twill, HBT）に改める旨を発表した。デイジー・メイは野球帽に近い形状のキャップ（Cap, Herringbone Twill, Pattern 1941）と共にこの一式に含まれたハット（Hat, Herringbone Twill, Pattern 1941）であり、本来は整備要員などが作業帽として着用することを想定したものだったが、太平洋戦線では戦闘帽としても広く使われていた。
1943年にはM1943制服が考案され、この一式に含まれたM1943野戦帽（M1943 Field Cap）が大戦を通じてアメリカ軍における最も一般的な戦闘帽となった。野球帽に近いドーム形の胴を備えていたHBT作業帽とは異なり、M1943野戦帽は円筒形の胴を備えていた。

### M1951野戦帽

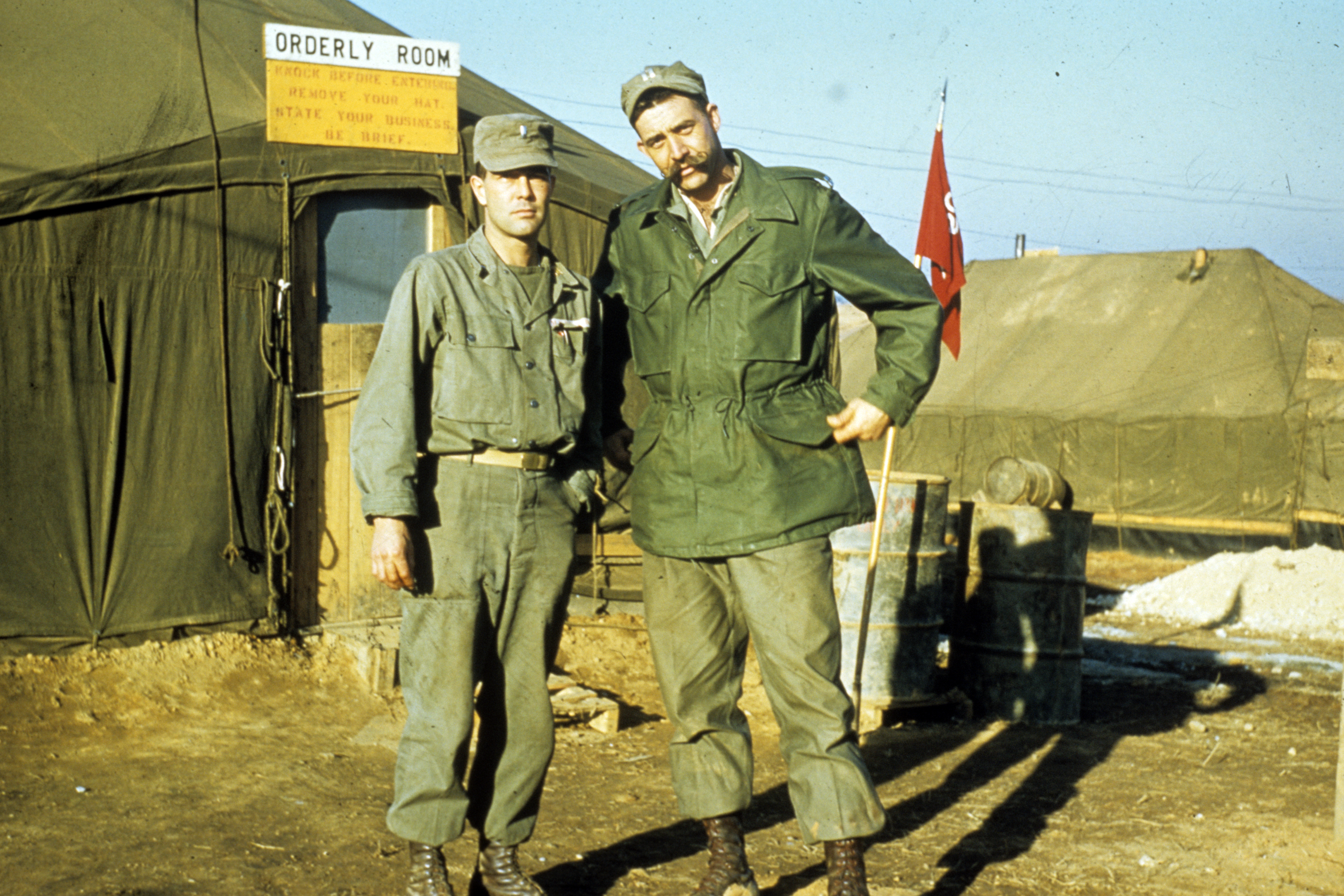
朝鮮戦争頃に韓国で撮影されたアメリカ軍人ら。共にM1951野戦帽を着用している

いわゆるM1951野戦帽（M1951 Field Cap）の制式名称はM1951ポプリン・コットン製防風野戦帽（Cap, Field, Cotton, Wind Resistant, Poplin, M-1951）であり、朝鮮半島の厳しい環境を踏まえて設計されたM1951制服（M1951 Uniform）の一式に含まれていた。基本的なデザインはM1943野戦帽に倣ったものである。
M1951野戦帽はオリーブドラブ色のコットン製ポプリンから縫製され、また耳と後頭部を覆う折畳式の防寒用帽垂布はウールのフランネル製だった。帽自体が柔らかいため、そのままM1ヘルメットを被ることもできた。軽便かつ機能的な略帽として前線のほか営内でも好まれ、1950年代を通じて広く使用された。
パトロールキャップ（patrol cap）という通称は、朝鮮戦争中に米陸軍レンジャー隊員がパトロールなど様々な特殊任務の際に使用したことに由来する。

### リッジウェイ・キャップ

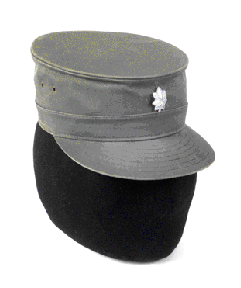
リッジウェイ・キャップ。帽章として中佐の階級章を取り付けている

M1951野戦帽は被りやすい略帽として好まれていたが、一方で柔らかく形が崩れやすいため、だらしなく見えるとして嫌う将校も多かった。また、1952年に採用されたOG-107コットン製汎用帽（Cap, Utility, Cotton OG-107）も同様の問題が指摘されていた。後にはこれらの戦闘帽を着用する際には洗濯糊やボール紙などの補強材を用いて直立させるようにとの命令も出されている。
1953年にマシュー・リッジウェイ将軍が参謀総長に就任すると、「軍人らしさ」の向上に一層と力が入れられるようになった。こうした中でパトロールキャップのデザインを踏襲しつつ、最初から形が崩れないように補強とアイロンがけが施された帽子が民間で製造されるようになった。この帽子はリッジウェイの名を冠してリッジウェイ・キャップ（Ridgeway Cap）、あるいは形状からコーヒー缶（coffee can）と通称された。リッジウェイ・キャップは制式採用されず、M1951野戦帽やOG-107汎用帽を更新することもなかったが、多くの兵士は酒保（PX）で私的にリッジウェイ・キャップを購入し、普段から使用していた。同型の帽子の中で人気が高かったのがルイスヴィルキャップ（Louisville Cap Corp.）製のスプリングアップ（Spring-Up）というモデルで、「くたびれない作業帽」（The fatigue cap that never shows fatigue.）という宣伝文句で販売されていた。

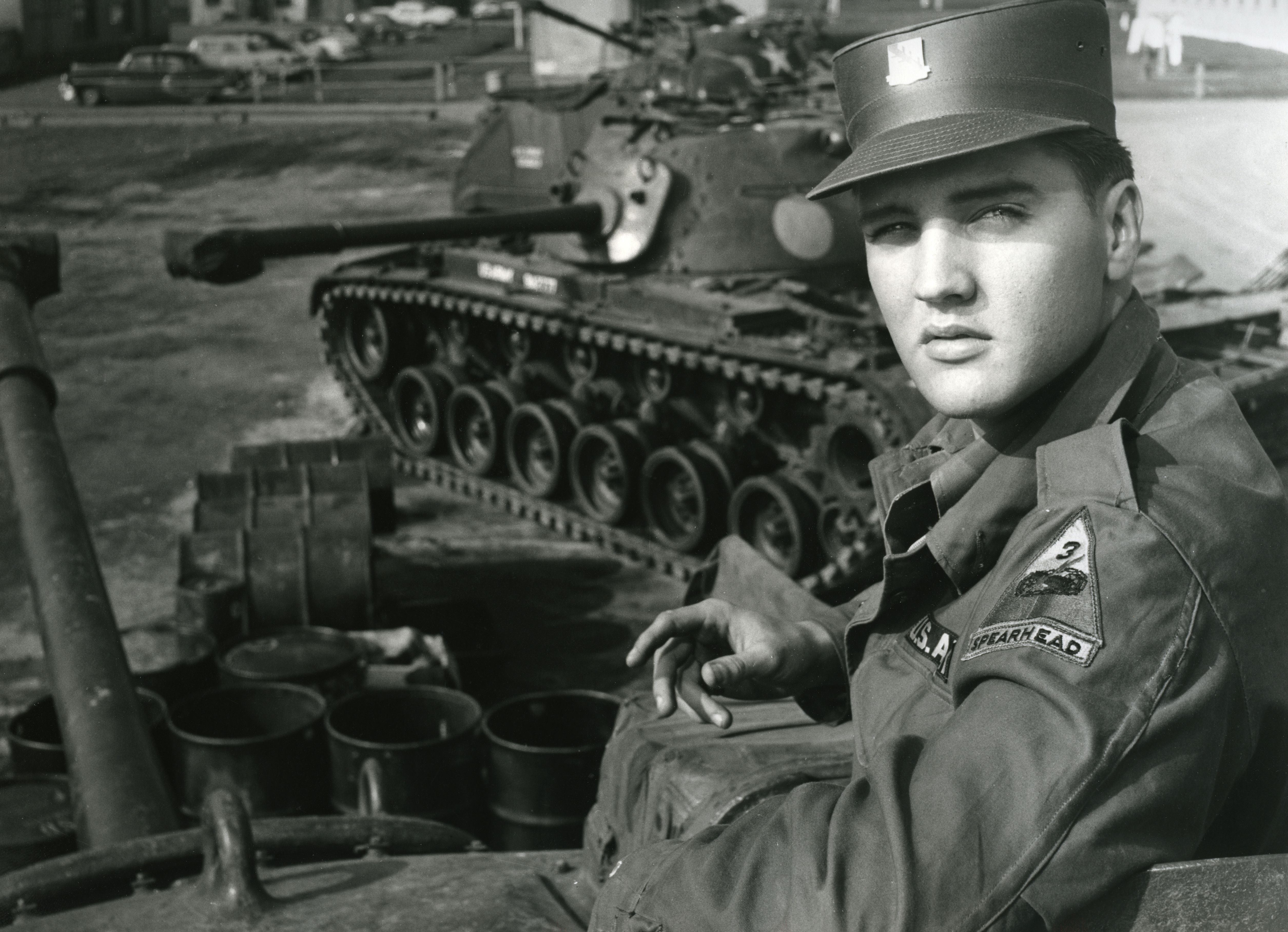
1950年代末～1960年頃のアメリカ兵（エルヴィス・プレスリー）。リッジウェイ・キャップを着用し、帽章として第32機甲連隊（英語版）の部隊章を取り付けている。
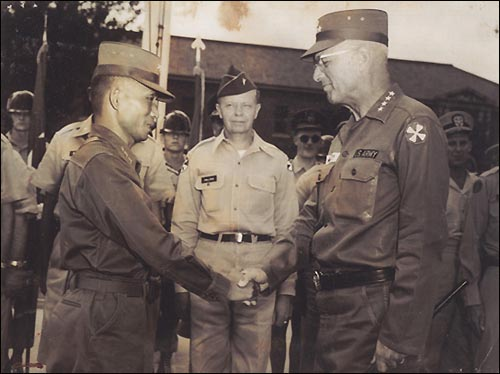
5・16軍事クーデター後、在韓国連軍司令官ガイ・S・メロイ（英語版）将軍と会見する韓国軍の朴正煕将軍。共にリッジウェイ・キャップを被っている（1961年）
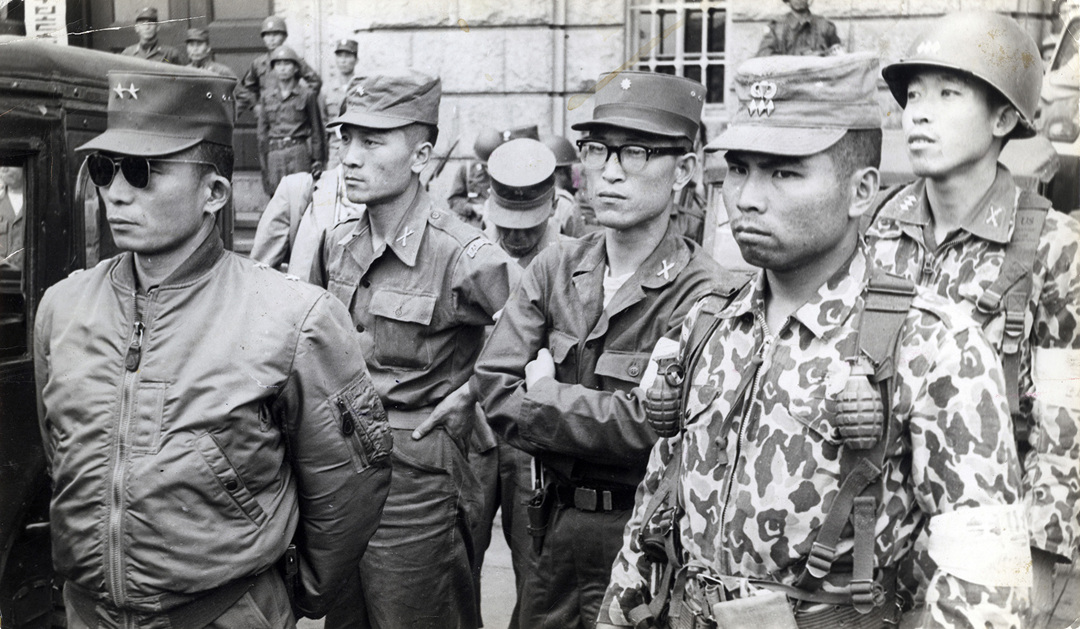
5・16軍事クーデター時の反乱軍幹部ら。リッジウェイ・キャップを被った者と、通常のパトロールキャップを被った者が混在している。

### 熱帯用野戦帽

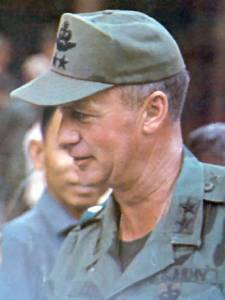
熱帯用野戦帽を着用した将官（1970年頃）

1958年から陸軍は新型戦闘帽の模索を始め、1962年には熱帯用野戦帽（Cap, Field (Hot Weather)）が採用された。この帽子はパトロールキャップのデザインを踏襲せず、より野球帽に近い形状をしていた。「熱帯用」は防寒用帽垂布が無いことを意味しており、実際には全天候対応の戦闘帽として用いることが想定されていた。しかし、ベトナム戦争に従軍した兵士からは極めて不評であった。熱帯用野戦帽で採用されたポリエステルおよびレーヨンの布地は熱帯地域で着用する場合は熱がこもりやすかったほか、前頭部が補強され高くなった伝統的な野球帽のスタイルが兵士たちから嫌われていたのである。このため、現地では前頭部の補強を潰すなどの改造を加えたり、代替品を購入する者も少なくなかった。ベトナム戦争末期には天ボタンが廃止された改良型の支給が始まっている。熱帯用野戦帽は1985年まで使用された。
ベトナム戦争の際にはブーニーハットも代替品として好まれたが、軍人らしくない帽子だと嫌う将校も多かった。なお、後年になってからDCU戦闘服の一部としてブーニーハット型の野戦帽が採用され、湾岸戦争を通じて広く使用されている。

### ベトナム戦争後
結局、熱帯用野戦帽は従来のパトロールキャップのデザインを受け継いだ戦闘帽で更新されることとなった。新たな戦闘帽は迷彩帽（CAP, CAMOUFLAGE）と呼ばれ、1981年に採用されたM81戦闘服（BDU）の一式に含まれた。素材はコットン80％、ナイロン20％だった。当初の迷彩帽はBDUと同様のM81ウッドランド迷彩パターンが施されていたが、BDUの砂漠地帯向けバリエーションであるDCU戦闘服用の3色砂漠迷彩も用意されていた。後にBDUが改良されると、それに合わせて迷彩帽の材質や迷彩パターンも変更されている。
2001年、参謀総長のエリック・シンセキ将軍は、同年6月以降一般部隊がBDU着用時に用いる略帽を黒いベレー帽に改める旨を発表した。従来ベレー帽は特殊部隊をはじめとする一部兵科のみで採用されており、黒いベレー帽は陸軍レンジャーの象徴だった。この規則は同年の6月14日（陸軍創設記念日）より施行された。ただし、以後もパトロールキャップは使用され続けた。2004年に考案されたACU戦闘服の一式にも含まれており、通常は黒いベレー帽を用いるとしつつ、指揮官の裁量によってはパトロールキャップを用いることも認められていた。
ベレー帽も戦闘帽としては不評だった。着用時に熱が篭もりやすかったほか、日差しを遮るひさしも無く、被る際に両手を使わねばならないといった問題があったのである。また、多くの兵士は諸作業や前線での活動においてパトロールキャップの着用を好んだため、常に2つの帽子を持ち歩き、状況に応じて何度も被り直さねばならなかった。2011年、参謀総長マーティン・デンプシー将軍は現場の将兵の意見に基いて被服に関する規定の改定に着手した。そして同年6月14日、陸軍令2011-11のもとACU戦闘服の着用規定が改められ、パトロールキャップは再び標準的な略帽と位置づけられた。なお、新規定のもとでもサービスユニフォーム着用時にはベレー帽が用いられるほか、ACU戦闘服着用時にも指揮官の裁量において制帽として用いられる場合がある。
リッジウェイ・キャップのように補強が加えられたパトロールキャップを、アメリカ空軍では単にブロックキャップ（Blocked cap）やブロックハット（Blocked hat）などと呼ぶ。制式採用はされておらず、空軍兵の多くは脱いだパトロールキャップをズボンのポケットにしまうのを好むため、丸めたり畳んだりしづらくなる補強は実用的ではないと言われている。それでも、敢えてブロックキャップを着用する者も少なくない。例えば、空軍参謀総長（2012年 - 2016年）を務めたマーク・ウェルシュ将軍も補強されたパトロールキャップを好み、公の場でもしばしば着用していた。
日本の陸上自衛隊でもパトロールキャップは作業帽として2017年現在も採用されている。前身の警察予備隊及び保安隊では大日本帝國陸軍と同様に鉄帽の下に装着できる烏帽子型の戦闘帽が採用されていたが、自衛隊の発足と共にアメリカ式の八角帽やパトロールキャップに置き換えられた。陸上自衛隊では平時には型崩れを防ぐ目的で、パトロールキャップの頭頂部に環状のピアノ線を装着する事が多い。

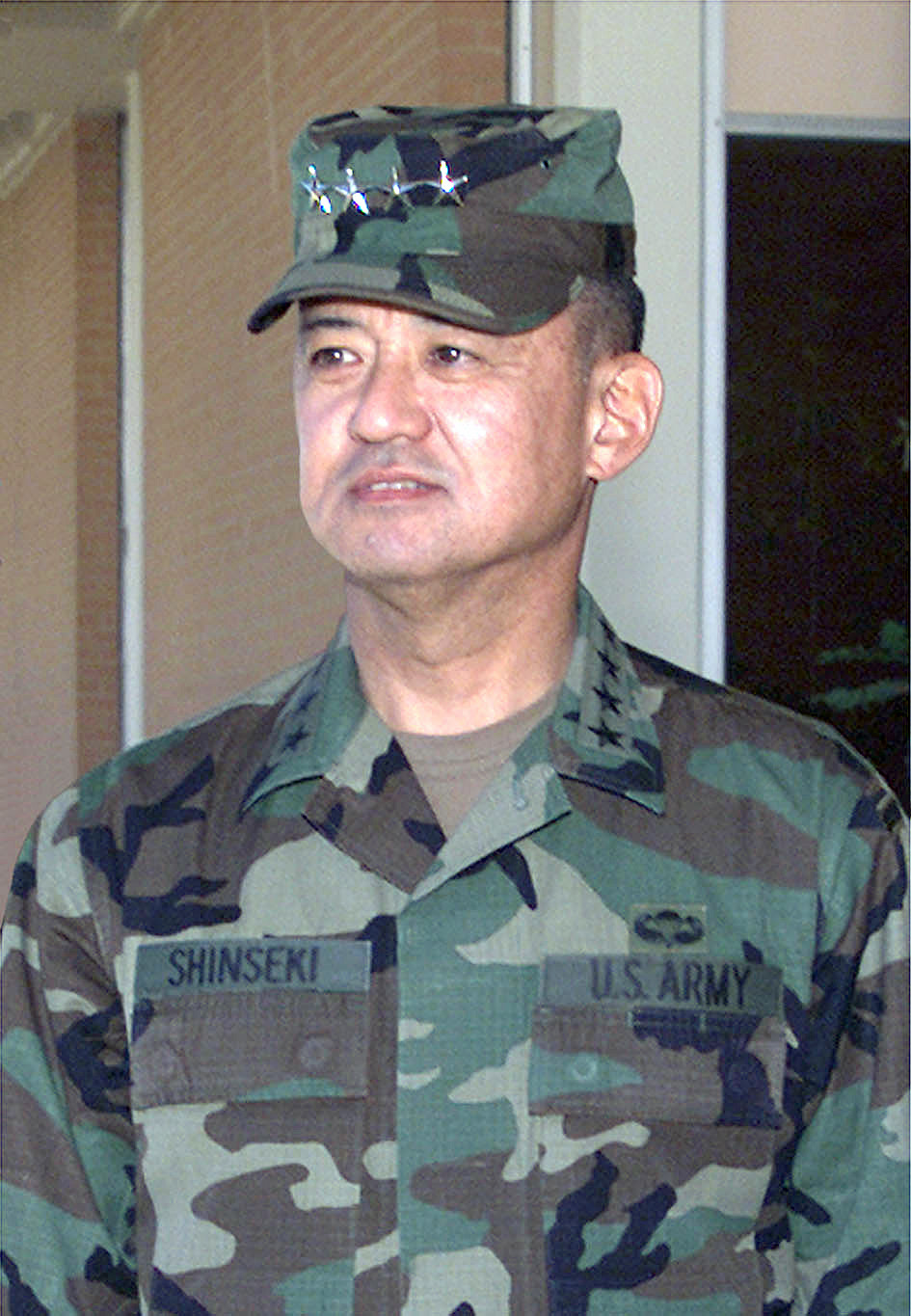
BDU戦闘服を着用し、迷彩帽を被ったエリック・シンセキ将軍
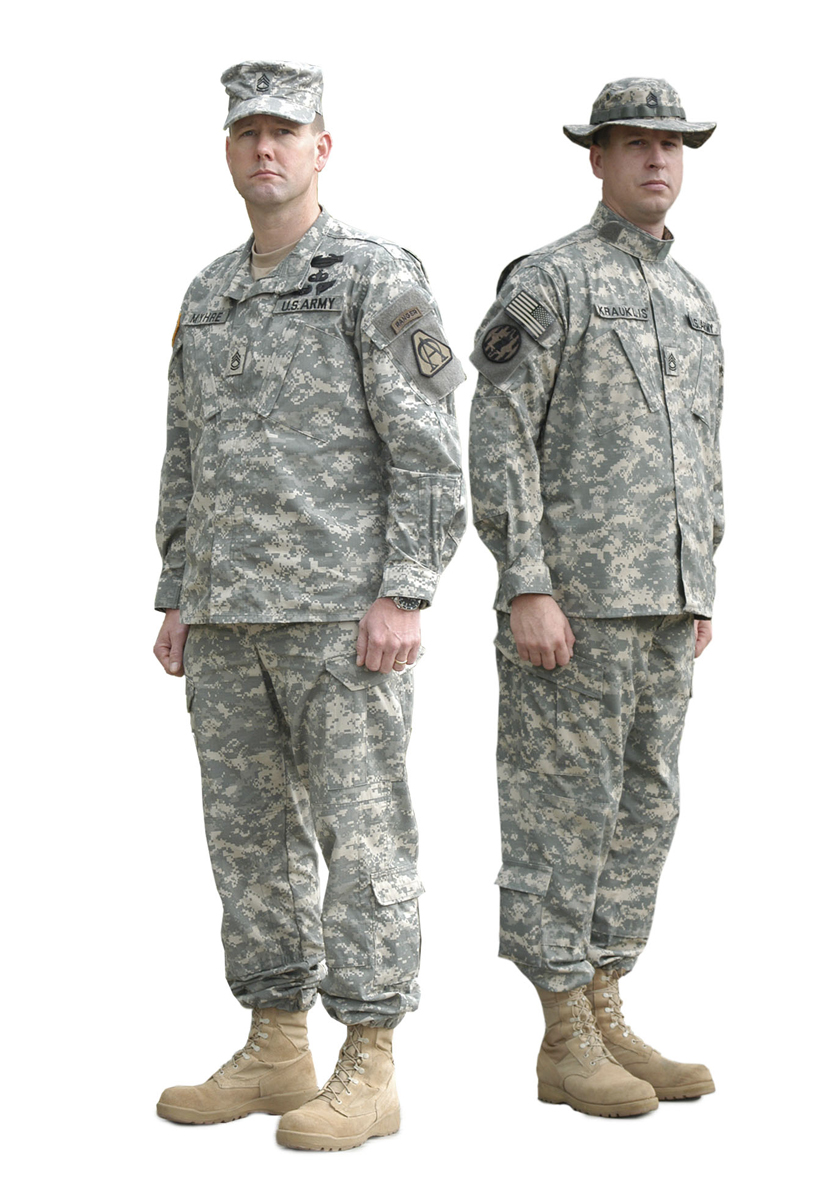
ACU戦闘服。左の兵士はパトロールキャップを、右の兵士はブーニーハットを被っている。
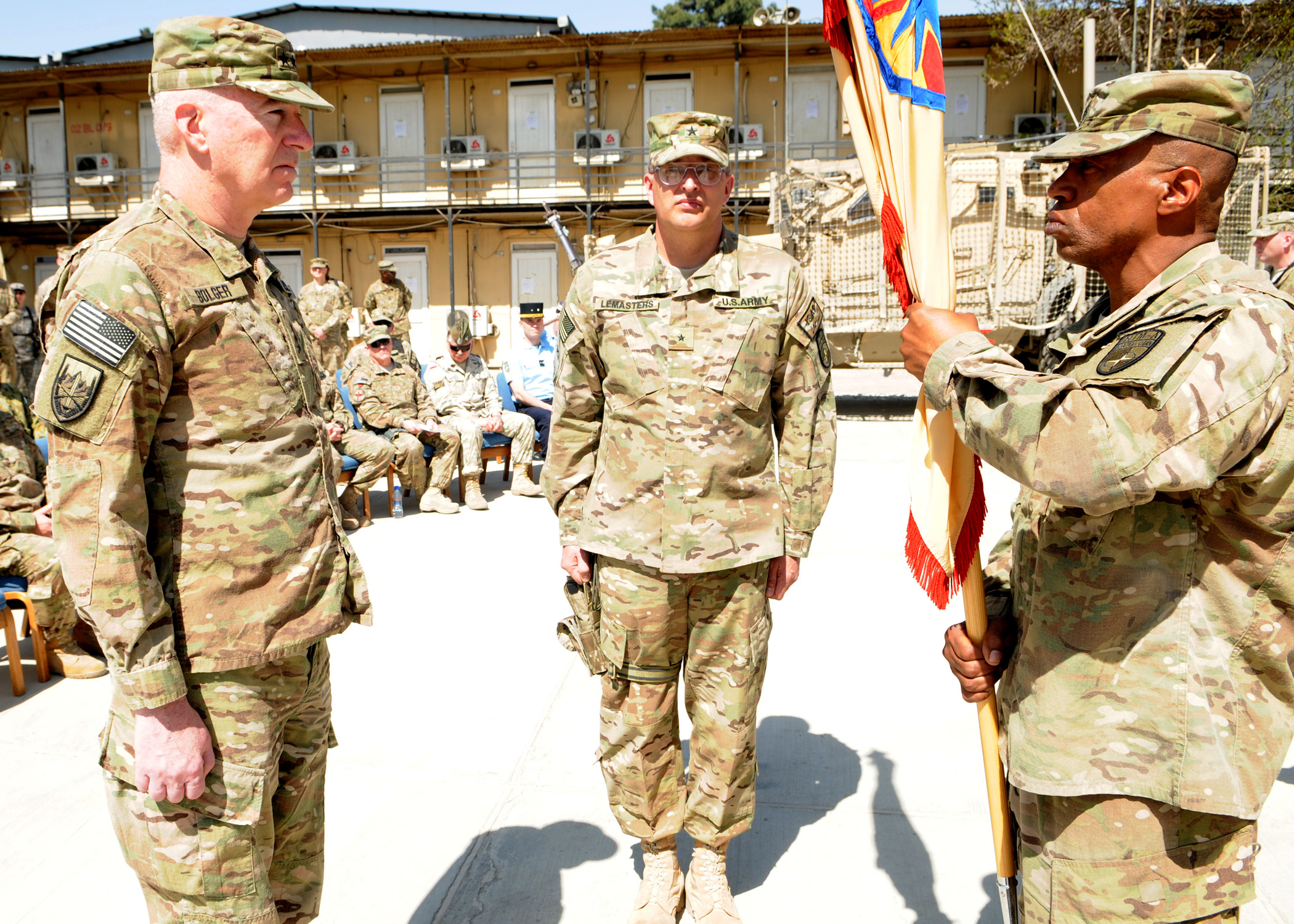
陸軍の将校ら。ACU戦闘服にはOCPパターン（マルチカム）の迷彩が施されている。
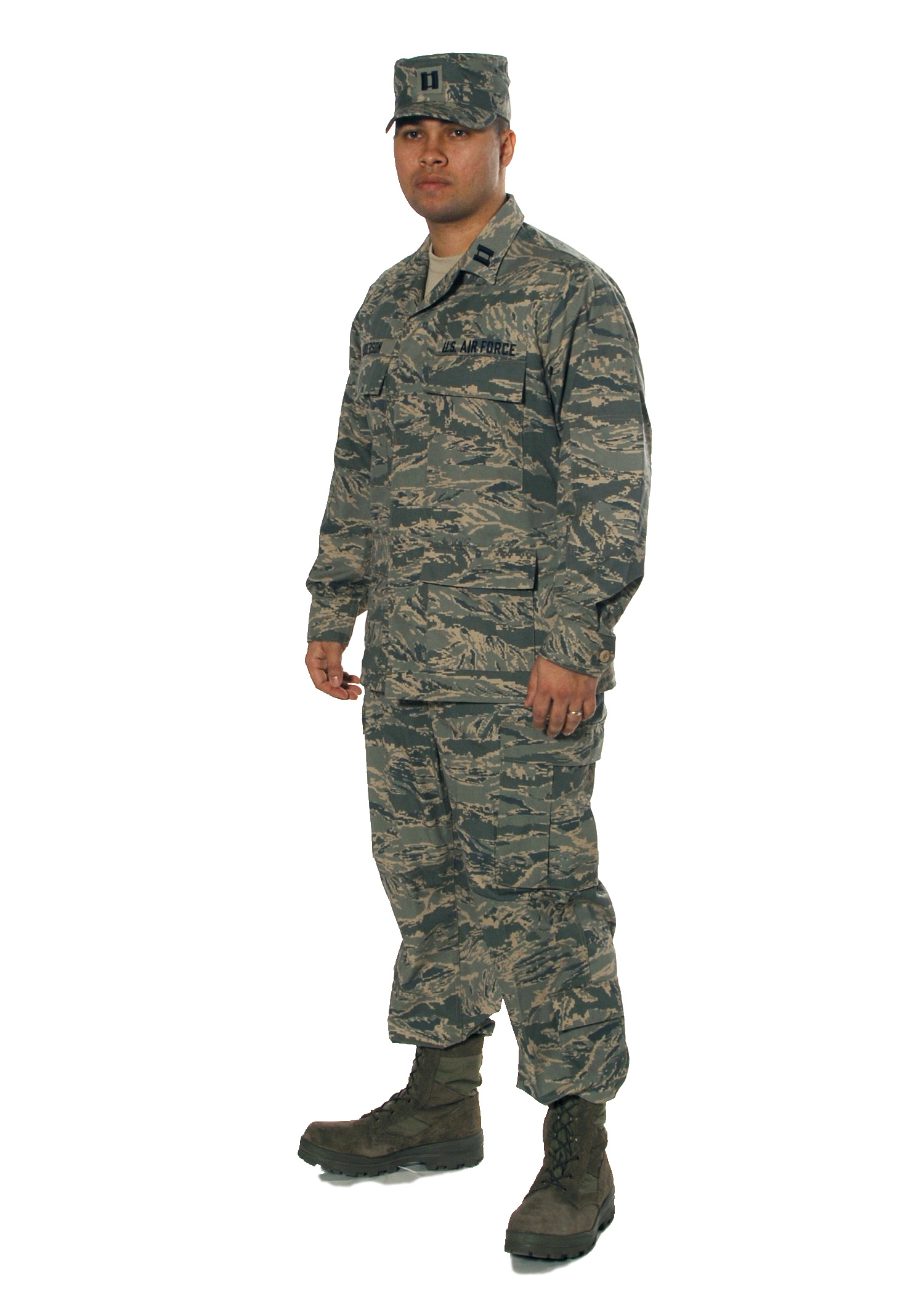
ABU野戦服（英語版）を着用する空軍将校。タイガーストライプ・パターンのパトロールキャップを被っている。
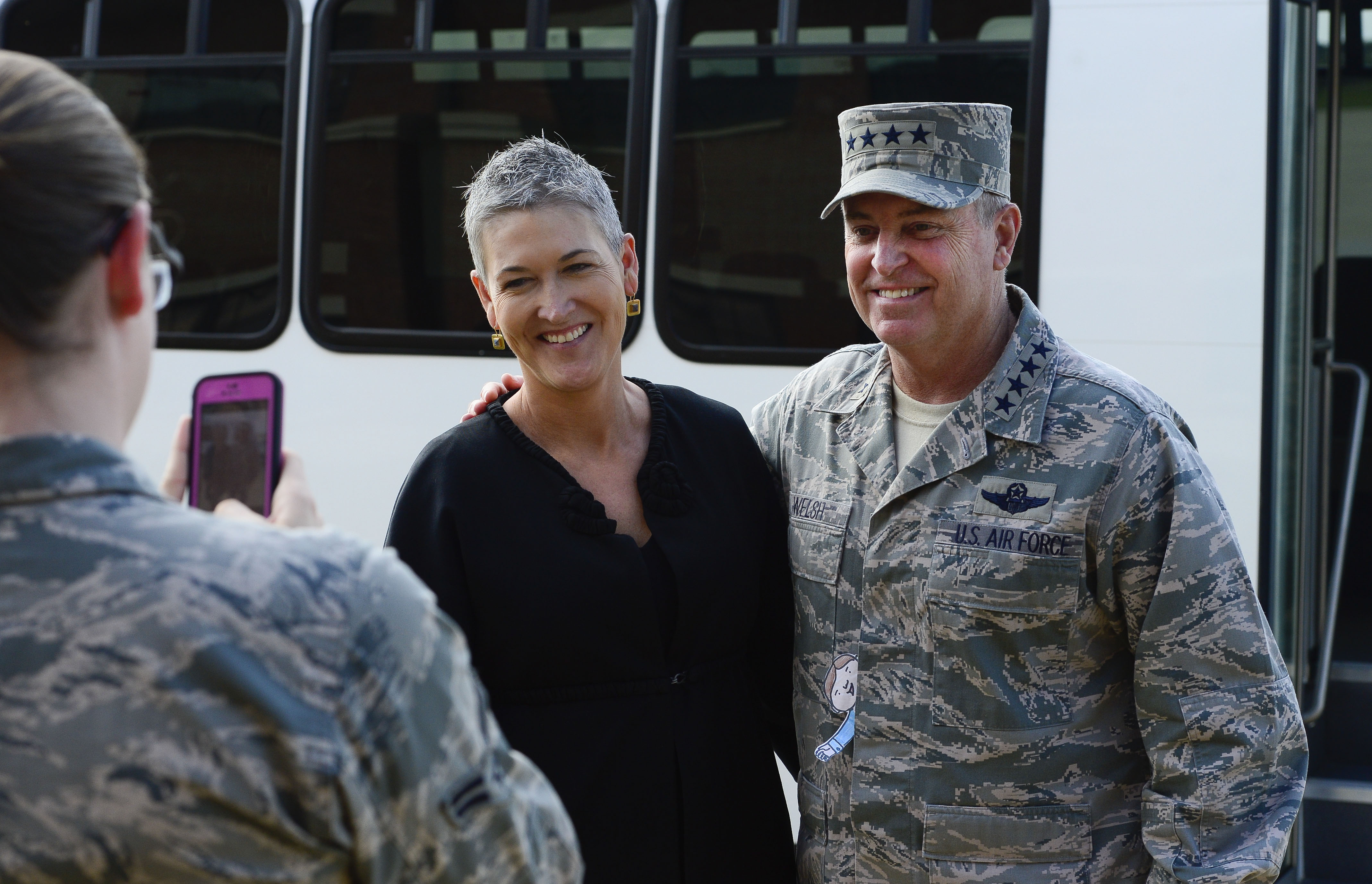
ABU野戦服を着用し、ブロックキャップを被ったマーク・ウェルシュ将軍
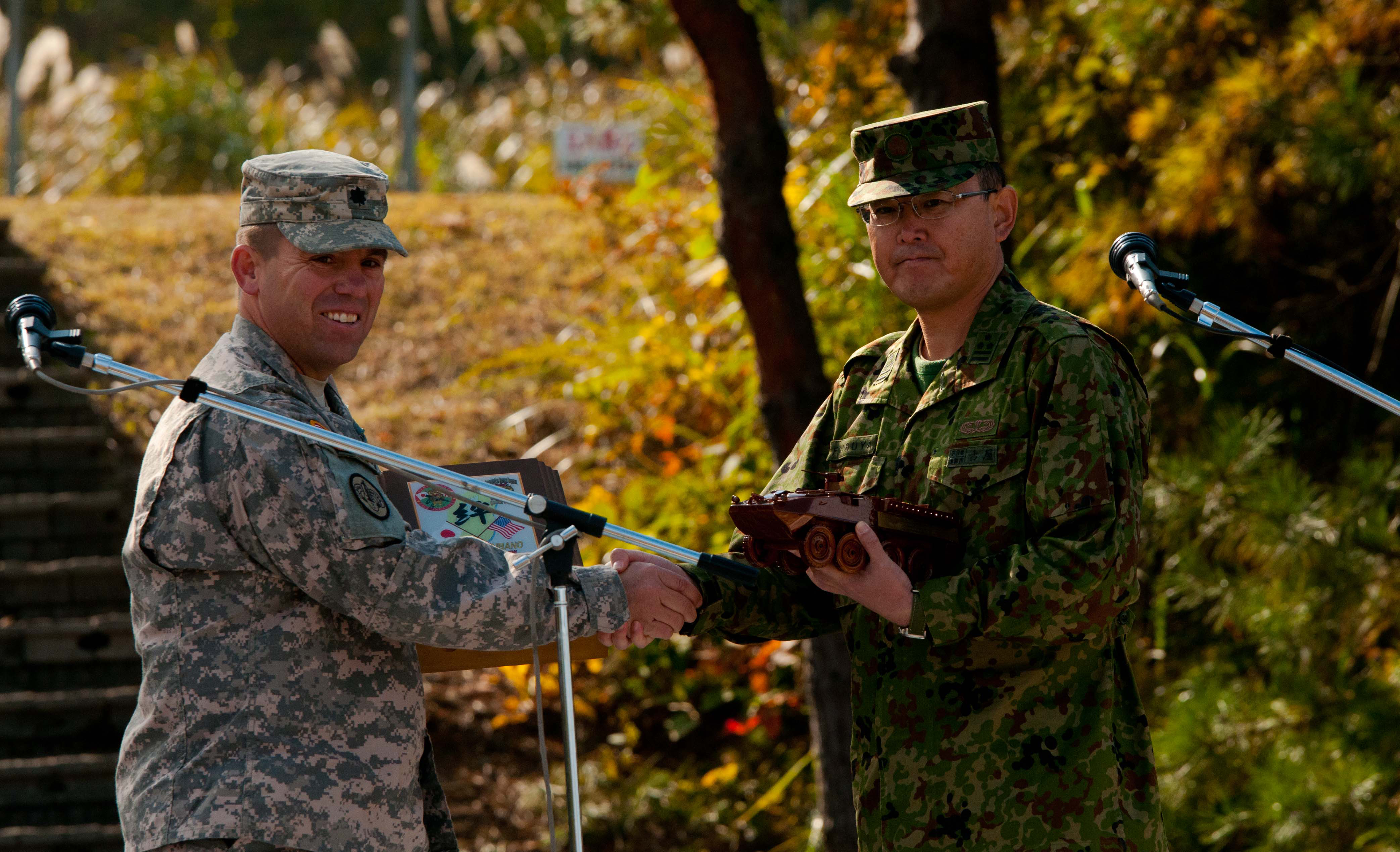
共にパトロールキャップを着用し握手をする第33普通科連隊長・古屋浩司1佐 〔右〕 と米第14歩兵連隊（英語版）第1大隊長J・ラーセン中佐。日米共同実動演習 「オリエント・シールド2012」 の終了式にて。